# 归正会教堂 (维也纳)

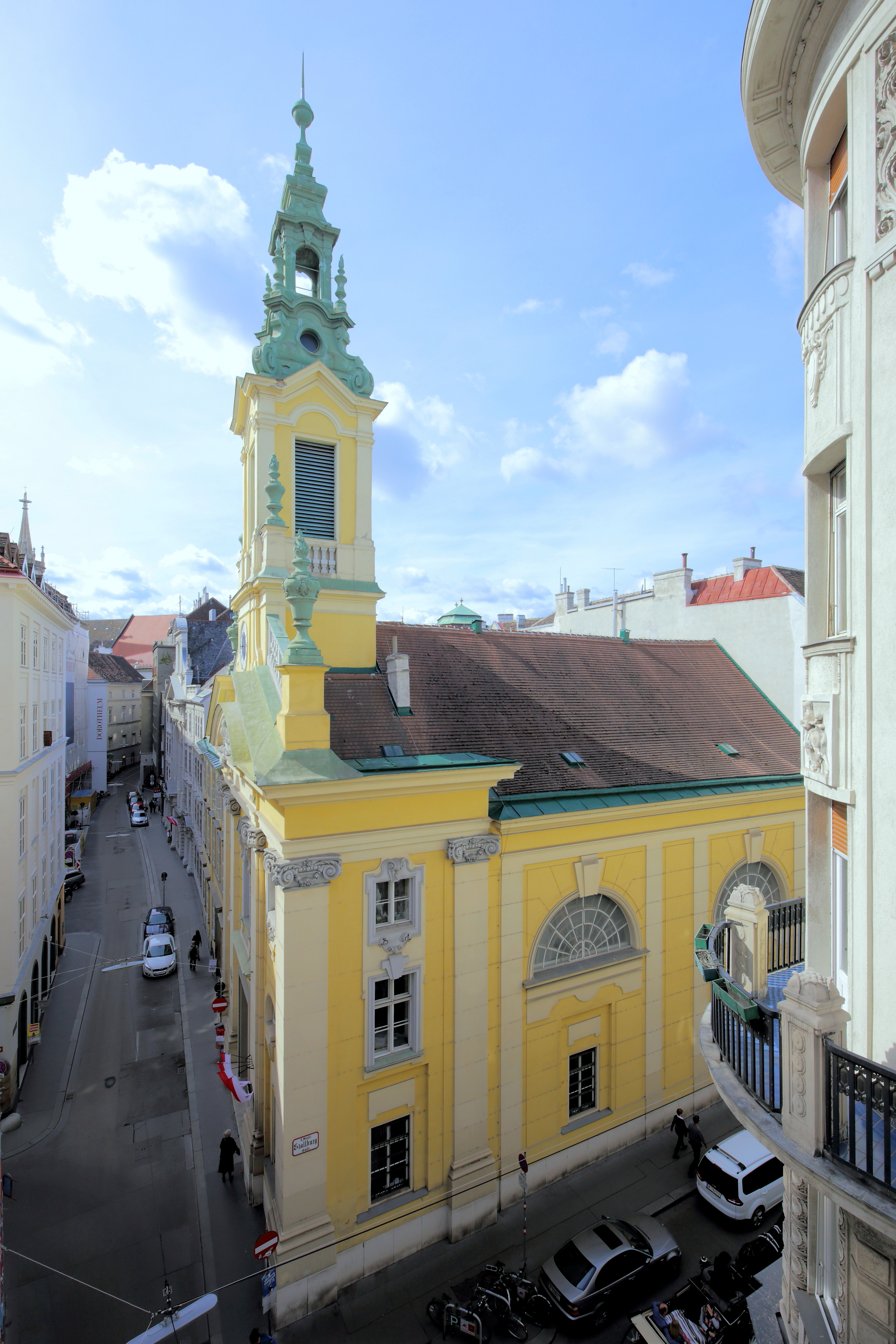
归正会教堂

归正会教堂（Reformierte Stadtkirche）是一座新教教堂，位于奥地利首都维也纳第一区（内城）。 
1781年约瑟夫二世实行宗教宽容后，归正会和路德会成立。1783年各自购买了皇宫内一部分废弃的天神之后修女院，因此现在两座教堂直接毗邻。 归正会教堂建于1783-1784年，没有尖顶，没有钟，没有街道入口，内部是双重的，根据归正会的教义，内部不设图画。讲道台和圣餐台可能源自于废弃的修女院。1815年，卡尔大公的新教徒妻子Henrietta 直接在路边建门，称为“Henriettentor”。1887年，归正会教堂改建为带钟楼和路边大门的新巴洛克式。在室内，讲道坛和管风琴的位置互换。1885年，教堂使用煤气照明。1895年钟楼安放了三口钟，在两次世界大战期间融化。目前的钟安放于1979年。管风琴安放于1974年。在20和21世纪，教堂翻修了好几次。